# Parathylia diversicornis
Parathylia diversicornis là một loài bọ cánh cứng trong họ Cerambycidae.